# Saison 5 de Dynastie (1981)
 (mai 2024).
Si vous disposez d'ouvrages ou d'articles de référence ou si vous connaissez des sites web de qualité traitant du thème abordé ici, merci de compléter l'article en donnant les références utiles à sa vérifiabilité et en les liant à la section « Notes et références ».
Chronologie
Saison 4 Saison 6
Cet article présente le guide des épisodes de la cinquième saison de la série télévisée américaine Dynastie.

## Distribution

### Acteurs principaux
- John Forsythe (VF : Jean-Claude Michel) : Blake Carrington
- Linda Evans (VF : Annie Sinigalia) : Krystle Carrington / Rita Lesley (épisodes 23, 26, 28 et 29)
- John James (VF : Yves-Marie Maurin) : Jeff Colby
- Pamela Bellwood (VF : Joëlle Fossier) : Claudia Carrington
- Gordon Thomson (en) (VF : Patrick Poivey) : Adam Carrington
- Jack Coleman (VF : François Leccia) : Steven Carrington
- Michael Nader (VF : Jean-Pierre Dorat) : Dex Dexter
- Catherine Oxenberg (VF : Francine Lainé) : Amanda Belford / Carrington (épisodes 7 à 29)
- Michael Praed (en) : Prince Michael de Moldavie (épisodes 18, 19, puis 22 à 25, et 27 à 29)
- Emma Samms (VF : Brigitte Morisan) : Fallon Carrington / Randall Adams (épisodes 27 et 29)
- Heather Locklear (VF : Séverine Morisot]) : Sammy Jo Carrington (épisodes 1, 4, 23, 26, 28 et 29)
- Billy Dee Williams : Brady Lloyd (épisodes 1, 2, 7, 13 et 17)
- Ali MacGraw : Lady Ashley Mitchell (épisodes 16, puis 18 à 29)
- Rock Hudson (VF : Marc Cassot) : Daniel Reece (épisodes 12, 13, 15, 16, 18, 19, 24 à 26)
- Diahann Carroll (VF : Julia Dancourt) : Dominique Deveraux Lloyd (n'apparaît pas dans les épisodes 10, 16, 18, 19, 23, 26 et 28)
- Joan Collins (VF : Michèle Bardollet) : Alexis Carrington Colby Dexter

### Acteurs invités
- Susan Scannell : Nicole Simpson (épisodes 8 à 21)
- Bill Campbell : Luke Fuller (épisodes 8 à 11, 13 à 19, 21 à 24, 26, 27 et 29)
- Peter Mark Richman : Andrew Laird (épisode 2)
- John Saxon : Rashid Ahmed (épisode 9)

## Épisodes
Les 29 épisodes de cette saison sont :

### Épisode 1:La Disparition
- États-Unis : 26 septembre 1984
- Québec : 19 janvier 1987 sur TVA

- James O'Sullivan (un policier)
- Bruce Gray (Liam Farley)
- Ian Abercrombie (le juge)
- Janet Brandt (Mrs Gordon)
- William Beckley (Gerard)

### Épisode 2:L'Hypothèque
- États-Unis : 10 octobre 1984
- Québec : 26 janvier 1987

- Peter Mark Richman (Andrew Laird)
- Clive Revill (Warren Ballard)
- Philip Abbott (Lawlor)
- John Cedar (Sergent Roscoe)
- James Karen (Avril Dawson)
- Janet Brandt (Mrs Gordon)
- Virginia Hawkins (Jeannette Robins)

### Épisode 3:Fallon
- États-Unis : 17 octobre 1984
- Québec : 26 janvier 1987

- Kevin McCarthy (Billy Waite)
- Clive Revill (Warren Ballard)
- John Reilly (en) (J. J.)
- Liam Sullivan (Frère Leo)
- Dana Kimmell (Emily)
- William Beckley (Gerard)

### Épisode 4:Un secours inattendu
- États-Unis : 24 octobre 1984
- Québec : 2 février 1987

- Kevin McCarthy (Billy Waite)
- Virginia Capers (Tante Bessie)
- Sally Kemp (Marcia)
- William Beckley (Gerard)
- Virginia Hawkins (Jeannette Robins)
- Betty Harford (Hilda Gunnerson)

### Épisode 5:L'Épée de la justice
- États-Unis : 31 octobre 1984
- Québec : 9 février 1987

### Épisode 6:Le Verdict
- États-Unis : 7 novembre 1984
- Québec : 16 février 1987

### Épisode 7:Amanda
- États-Unis : 14 novembre 1984
- Québec : 23 février 1987

### Épisode 8:Le Secret d'Alexis
- États-Unis : 21 novembre 1984
- Québec : 2 mars 1987

### Épisode 9:Intrigue domestique
- États-Unis : 28 novembre 1984
- Québec : 9 mars 1987

### Épisode 10:Krystina
- États-Unis : 5 décembre 1984
- Québec : 9 mars 1987

- Richard Hatch (Dean Caldwell)

### Épisode 11:La Bourrasque
- États-Unis : 12 décembre 1984
- Québec : 16 mars 1987

- Billy Campbell (Luke Fuller)
- Richard Hatch (Dean Caldwell)

### Épisode 12:Les Vacances
- États-Unis : 19 décembre 1984
- Québec : 23 mars 1987

- Billy Campbell (Luke Fuller)

### Épisode 13:La Vengeance
- États-Unis : 2 janvier 1985
- Québec : 30 mars 1987

Irving J. Moore
- Rock Hudson (Daniel Reece)
- Billy Campbell (Luke Fuller)

### Épisode 14:La Surprise
- États-Unis : 9 janvier 1985
- Québec : 6 avril 1987

Nancy Malone
- Harry Andrews (Thomas « Tom » Fitzsimmons Carrington)
- Billy Campbell (Luke Fuller)
- Pamela Sue Martin (Fallon Carrington Colby)

### Épisode 15:Le Trésor
- États-Unis : 16 janvier 1985
- Québec : 13 avril 1987

Curtis Harrington
- Billy Campbell (Luke Fuller)

### Épisode 16:Relations étrangères
- États-Unis : 23 janvier 1985
- Québec : 20 avril 1987

Kim Friedman
- Billy Campbell (Luke Fuller)

### Épisode 17:Les Triangles
- États-Unis : 30 janvier 1985
- Québec : 27 avril 1987

Irving J. Moore
- Billy Campbell (Luke Fuller)

- C'est le dernier épisode dans lequel Billy Dee Williams apparaît.
- Dans le dialogue original, Alexis ironise sur le prénom de Dominique Devereaux en faisant référence à la chanson de Sœur Sourire.
- Dans cet épisode, Daniel Reece et Lady Ashley interviennent sans être vus à l'écran (l'un à bord d'un hélicoptère, l'autre au téléphone).

### Épisode 18:Une grande soirée
- États-Unis : 6 février 1985
- Québec : 4 mai 1987

Jerome Courtland
- Billy Campbell (Luke Fuller)
- Dana Lee (le Ministre Han Li Su)

- C'est le premier épisode dans lequel apparaît Michael Praed (Michael de Moldavie).
- Le baiser échangé par Linda Evans et Rock Hudson suscita un énorme scandale médiatique : se sachant atteint du sida depuis le courant de l'année 1984, Hudson se prétendit d'abord amaigri par un cancer du foie, n'attendant que le 25 juillet 1985 (plusieurs mois après la première diffusion de cet épisode) pour annoncer officiellement la réelle nature de son mal. Alors encore peu renseignée sur les modes de contamination et choquée de constater que la maladie ne touchait pas que les marginaux, l'opinion publique fut considérablement émue par le prétendu risque encouru par l'actrice. À la suite de cette affaire du baiser de Dynastie, une certaine paranoïa s'empara des milieux du cinéma et de la télévision qui, pendant un temps, évitèrent tout contact physique entre partenaires dans les séquences sentimentales.

### Épisode 19:Question de preuve
- États-Unis : 13 février 1985
- Québec : 11 mai 1987

Curtis Harrington
- Billy Campbell (Luke Fuller)
- Virginia Hawkins (Jeanette Robbins)
- James Hornbeck (employé de Reece #1)
- Dana Lee (le ministre Han Li Su)
- Eduardo Ricard (Maître d'hôtel)
- Jameson Sampley (Danny Carrington, Jr.)
- Susan Scannell (Nicole Simpson)

### Épisode 20:Moments difficiles
- États-Unis : 20 février 1985
- Québec : 18 mai 1987

John Patterson
- William Beckley (Gerard)
- Herk Clark (le chauffeur de Krystle)
- Baillie Gerstein (Commentateur TV)
- Jim Ishida (Lin)
- Ashley Mutrux (Blake Jeffrey "L.B." Carrington Colby)
- Jeff Sanders (Secretaire)
- Susan Scannell (Nicole Simpson)
- Frank Schuller (Tony Nelson)
- Peggy Walton-Walker	(Barbara)

### Épisode 21:Vie et Mort
- États-Unis : 27 février 1985
- Québec : 25 mai 1987

Irving J. Moore
- Toni Attell (Dr Tully)
- William Beckley (Gerard)
- Mark Burke (anesthésiste)
- Billy Campbell (Luke Fuller)
- Frank Dicopoulos (ambulancier)
- John Findlater (Dr Rossiter)
- Rick Fitts (Dr Giddings)
- Jim Ishida (Lin)
- Bonnie Keith (Dr Solis)
- Kenneth Kimmins (Dr Chase)
- Helaine Lembeck (infirmière Peters)
- Jameson Sampley (Danny Carrington, Jr.)
- Susan Scannell (Nicole Simpson)

### Épisode 22:Le Consentement
- États-Unis : 6 mars 1985
- Québec : 1er juin 1987

Kim Friedman
- Bever-Leigh Banfield (l'infirmière)
- William Beckley (Gerard)
- Billy Campbell (Luke Fuller)
- Sam Chew Jr. (Kyle)
- Joel Fabiani (le roi Galen de Moldavia)
- George Skaff (le majordome)
- Gary Wells (le bagagiste)

### Épisode 23:La Dernière Ligne droite
- États-Unis : 13 mars 1985
- Québec : 8 juin 1987

Robert Scheerer
- Richard Hatch (Dean Caldwell)
- Billy Campbell (Luke Fuller)
- William Beckley (Gerard)
- Jim Ishida (Lin)
- Bunky Jones (amie de Krystle)
- Hank Brandt (Morgan Hess)
- Michael Byron (secrétaire d'Alexis)
- Mark Schneider (pilier de bar)

- C'est le dernier épisode dans lequel apparaît Richard Hatch (Dean Caldwell).
- À un moment du dialogue, Amanda compare avec aigreur son projet de mariage princier avec celui de Grace Kelly.
- Linda Evans figure ici pour la première fois en sosie roux de Krystle.

### Épisode 24:Le Drame
- États-Unis : 20 mars 1985
- Québec : 15 juin 1987

Irving J. Moore
- Billy Campbell (Luke Fuller)
- George DiCenzo (Charles Dalton)
- Ernie Fuentes (l'officier)

### Épisode 25:Réconciliation
- États-Unis : 27 mars 1985
- Québec : 22 juin 1987

Nancy Malone
- Drew Snader (Hank Lowther)
- William Beckley (Gerard)
- Nick Angotti (Fred Mason)
- Ashley Mutrux (Blake Jeffrey « L.B. » Carrington Colby)
- Jameson Sampley (Danny Carrington, Jr.)
- Robert Parucha (le chauffeur d'Alexis)
- Herk Clarck (le chauffeur de Krystle)
- Ashley Mutrux (L. B.)

### Épisode 26:Une belle garce
- États-Unis : 3 avril 1985
- Québec : 29 juin 1987

Irving J. Moore
- Billy Campbell (Luke Fuller)
- Tom Everett (Vincent)
- Peter Marc Jacobson (Steward)
- Don Torres (Conrad)
- Greg Winfield (ami de Luke)

- C'est le dernier épisode dans lequel apparaît Rock Hudson, et sa dernière prestation en tant qu'acteur. Linda Evans affirma plus tard que, à cause du rapide déclin de sa santé, les scénaristes avaient dû écourter son rôle, pourtant voué à une plus grande longévité.
- Malgré sa mention au générique, Michael Praed n'apparaît pas dans cet épisode.

### Épisode 27:Complications
- États-Unis : 10 avril 1985
- Québec : 6 juillet 1987

Jerome Courtland
- William Beckley (Gerard)
- Billy Campbell (Luke Fuller)
- Gary Clarke (le sergent de police)
- Jane Downs (un journaliste)
- Michael Gregory (Nikolai)
- Julie Inouye (un journaliste)
- Jim Ishida (Lin)
- Terrence E. McNally (un journaliste)
- Ashley Mutrux (Petit Blake)
- Jameson Sampley (Danny Carrington, Jr.)
- Carl Strano (Yuri)

- C'est le premier épisode dans lequel Emma Samms reprend le rôle de Fallon. Pour l'occasion, le tableau où figurait Pamela Sue Martin a été remplacé par un autre représentant la nouvelle actrice.
- Cet épisode jette également les bases de la prochaine et éphémère série dérivée Dynastie 2 : Les Colby dont Jeff et Fallon deviendront les personnages-pivots.

### Épisode 28:L'Héritière
- États-Unis : 8 mai 1985
- Québec : 13 juillet 1987

Irving J. Moore
- Kerry Armstrong (Elena, Duchesse de Branagh)
- Rowena Balos (la nusse)
- William Beckley (Gerard)
- George DiCenzo (Charles Dalton)
- Joel Fabiani (le roi Galen de Moldavia)
- Michael Gregory (Nikolai)
- Virginia Hawkins (Jeanette Robbins)
- Jameson Sampley (Danny Carrington, Jr.)
- Carl Strano (Yuri)

- Sammy Jo est vue regardant à la télévision un épisode de la série produite par Aaron Spelling, La croisière s'amuse dont on entend le célèbre thème musical.
- Pour soutenir l'évocation de son personnage, deux photographies de Rock Hudson sont montrées à l'écran.

### Épisode 29:Un mariage royal
- États-Unis : 15 mai 1985
- Québec : 20 juillet 1987

Jerome Courtland
- Kerry Armstrong (Elena, duchesse de Branagh)
- Ari Barak (Serviteur)
- Billy Campbell (Luke Fuller)
- Gary Clarke (Sergent)
- Joel Fabiani (le roi Galen de Moldavie)
- Michael Gregory (Nikolai)
- Carl Strano (Yuri)
- John Van Dreelen (ministre du culte)
- Dick Durock	 (garde du corps, non crédité)

- C'est le dernier épisode dans lequel Ali MacGraw (Lady Ashley Mitchell) apparaît.
- La scène finale constitue sans doute le cliffhanger le plus controversé de toute la série : quasiment tous les invités au mariage semblent en effet mortellement atteints par les balles des assaillants, impression sévèrement démentie par l'épisode d'ouverture de la saison suivante.